# Belratti
Belratti ist ein kooperatives Kartenspiel von Michael Loth, das 2018 im Mogel-Verlag erschienen ist. 2023 kam eine Neuauflage bei Kosmos raus.

## Hintergrund und Zielgruppe
Wer 2011 die Medienberichte aufmerksam verfolgt hat, dem wird der Name Wolfgang Beltracchi ein Begriff sein. Ein professioneller Kunstfälscher der für den größten Kunstfälschungsskandal der deutschen Nachkriegszeit verantwortlich war und verurteilt wurde. Man konnte ihm lediglich rund 40 Fälschungen nachweisen, angeblich sind aber immer noch etwa 300 im Umlauf. Auf diese Kunstfälscher-Geschichte spielen Autor und Verlag mit dem Spieltitel Belratti an.
Mit den tierischen Charakteren Dr. Katz, Maler Eule und Belratti wird hier die ganze Story und der kriminelle Hintergrund der Kunstfälscherei so neutral wie möglich gehalten. Als fünftes Spiel im Familienverlag Mogel 2018 erstmalig erschienen, wurde Belratti dessen bis dahin erfolgreichste Veröffentlichung und nicht nur im Jahr seiner Ersterscheinung mit dem ersten Platz des Hippodice Autorenwettbewerbs ausgezeichnet. 2018 gab es eine Nominierung der Golden Geek Awards als Bestes Partyspiel, 2019 stand es auf der Empfehlungsliste zum Spiel des Jahres und landete auf dem ersten Platz des Á-la-carte-Kartenspielpreis. Durch den großen Erfolg des Spiels zeigten sich weitere Aufgaben in Entwicklung und Produktion, welche die Leistungsfähigkeit des kleinen Familienverlages weit überforderten. Einer zunächst geplanten Veröffentlichung durch den Repos Verlag 2020 kamen, nachdem ein Prototyp in Cannes zu entdecken war, vermutlich die Pandemie und Umstrukturierungen dazwischen.
Schließlich ergab es sich durch ein anderes Projekt an dem Michael Loth mitarbeitete, dass der Kosmos Verlag Belratti optisch aufgefrischt 2023 neu auflegte. Größere Karten und 24 Bilder mehr finden sich überarbeitet in einer größeren Schachtel und Herr Dr. Katz wurde nun in eine weibliche Katze als Charakter verändert.
Belratti ist mit einer Spielzeit von 20 - 45 Minuten für 3 bis 7 Spieler ab 8 Jahren ein Familienspiel oder für eine gemütliche und gesellige Runde unter Freunden sehr geeignet. Es ist schnell erklärt und durch das einzigartige kooperative Spielprinzip mit zwei Teams bietet es genügend Abwechslung und einen hohen Wiederspielreiz, nämlich dann wenn man nicht die benötigte Punktzahl erreicht hat.

## Idee und Ausstattung
Als Idee und Vorlage des Spiels diente wohl der größte Kunstfälscherskandal der deutschen Nachkriegsgeschichte. Im Zuge dessen wurde 2011 Wolfgang Beltracchi als Täter entlarvt und musste dafür ins Gefängnis.
Die neue Auflage des Kosmos Verlag nun 192 Karten, die ursprüngliche Version des Mogel Verlags enthielt nur 168 Karten. 7 Charakterkarten (4 davon sind Frau Dr. Katz und 3 Herr Maler Eule), 1 Belratti-Charakterkarte, 5 Pinsel-Chips und 5 Joker-Chips gehören ebenso zur Ausstattung des Spiels.

## Spielablauf
Zu Spielbeginn werden die Teilnehmenden in zwei Teams aufgeteilt: die Museumsleiterinnen (repräsentiert durch Dr. Katz) und die Maler (vertreten durch Maler Eule). Falls weniger als 7 Spieler vorhanden sind, erfolgt die Aufteilung der Teamkarten entsprechend im Verhältnis 50/50. Jeder Spieler zieht insgesamt zwischen 6 und 18 Gemäldekarten, wobei ausschließlich die Maler diese Karten in jeder Runde ausspielen dürfen.
Zu Beginn jeder Runde werden 2 Karten vom Nachziehstapel aufgedeckt und dienen als Themenkarten für die Runde. Die Museumsleiterinnen bestimmen nun wie viele Bilder von den Malern gestellt werden müssen, maximal 7 jedoch mindestens 3. Anschließend müssen nun die Maler, die gewünschten Karten ausspielen, wobei die Kommunikation unter den Malern stark eingeschränkt ist (z. B. „Meine Karte passt sehr gut“ oder „Ich habe nicht so gute Karten“). Nachdem die Maler ihre Karten ausgespielt haben, werden in jeder Runde zusätzlich 4 Karten vom Nachziehstapel gezogen. Diese repräsentieren die „Fälschungen“ des Kunstfälschers Belratti. Die Karten werden nun gemischt und aufgedeckt, und die Museumsleiterinnen müssen gemeinsam entscheiden, welcher Maler welche Karte erstellt hat und welcher Themenkarte sie zugeordnet werden soll. Dabei wird die erforderliche Anzahl von Karten ausgewählt.
Nachdem sich die Museumsleiterinnen geeinigt haben, werden die Maler befragt, ob das Bild von ihnen stammt und ob die thematische Zuordnung korrekt ist. Wenn dies der Fall ist, wird die Karte für die Spieler gezählt. Ist das Bild von den Malern, jedoch thematisch falsch, wird die Karte wertlos auf den Ablagestapel gelegt. Falls keiner der Maler das Gemälde ausgespielt hat, handelt es sich um eine Fälschung von Belratti, der für jede Fälschung einen Punkt erhält.
Das Spiel endet wenn Belratti am Rundenende 6 oder mehr Fälschungen ins Museum geschmuggelt hat. Die Spieler gewinnen das Spiel wenn auf ihrem Stapel 15 oder mehr Karten liegen.